# Schottische Fußballnationalmannschaft (U-20-Männer)
Die schottische U-20-Fußballnationalmannschaft ist eine Auswahlmannschaft schottischer Fußballspieler. Sie unterliegt der Scottish Football Association und repräsentiert sie international auf U-20-Ebene, etwa in Freundschaftsspielen gegen die Auswahlmannschaften anderer nationaler Verbände oder bei der U-20-Fußball-Weltmeisterschaft.
Bei ihrer ersten WM-Endrunde, 1983 in Mexiko schied die Mannschaft im Viertelfinale gegen Polen aus. 1987 erreichte sie erneut das Viertelfinale und verlor erst im Elfmeterschießen gegen die deutsche Mannschaft. 2007 schied sie bei ihrer bislang letzten WM in der Vorrunde aus.

## Teilnahme an U20-Fußballweltmeisterschaften
| 1977 | nicht qualifiziert |
| 1979 | nicht qualifiziert |
| 1981 | nicht qualifiziert |
| 1983 | Viertelfinale      |
| 1985 | nicht qualifiziert |
| 1987 | Viertelfinale      |
| 1989 | nicht qualifiziert |
| 1991 | nicht qualifiziert |
| 1993 | nicht qualifiziert |
| 1995 | nicht qualifiziert |
| 1997 | nicht qualifiziert |
| 1999 | nicht qualifiziert |
| 2001 | nicht qualifiziert |
| 2003 | nicht qualifiziert |
| 2005 | nicht qualifiziert |
| 2007 | Vorrunde           |
| 2009 | nicht qualifiziert |
| 2011 | nicht qualifiziert |
| 2013 | nicht qualifiziert |
| 2015 | nicht qualifiziert |
| 2017 | nicht qualifiziert |
| 2019 | nicht qualifiziert |